# ابراهیم متفرقه
ابراهیم متفرقه (۱۶۷۴-۱۷۴۵) ادیب و محقق و سیاست‌مرد دوره عثمانی بود. او نخستین مسلمانی بود که چاپخانه‌ای با حروف سربی عربی در استانبول دایر کرد.

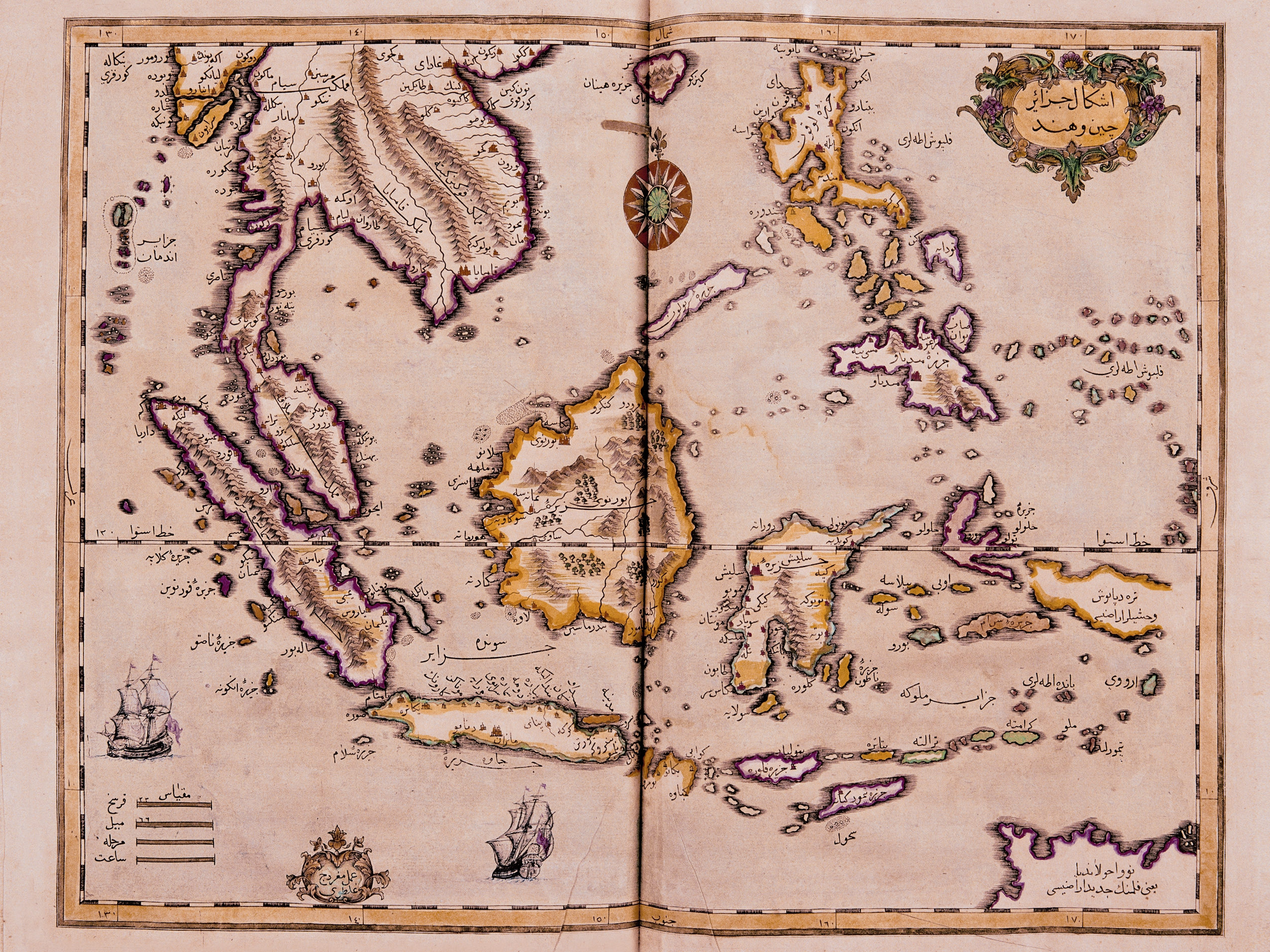
This map of the اقیانوس هند and the جمهوری خلق چین دریا was engraved in 1728 by the Hungarian-born Ottoman polymath and publisher Ibrahim Muteferrika; it is one of a series that illustrated کاتب چلبی’s Cihannuma (Universal Geography), the first printed book of maps and drawings to appear in the جهان اسلام.

او در ترانسیلوانی در خانواده‌ای مجار به دنیا آمد و پس از اسارت به دست ترکان عثمانی به اسلام گروید. نام اصلی مجاری او مشخص نیست.
او چند کتاب غیر دینی از جمله جهان‌نما نوشته کاتب چلبی را چاپ کرد. 